# Picture Perfect World
Picture Perfect World е първият EP на рок групата Ерик Стюарт Бенд. Всички песни от албума са писани от Ерик Стюарт през 1996 година.

## Песни
1. Picture Perfect World 4:38
2. If I Just Laid Low 3:09
3. A Thousand Years Of Wisdom 4:49
4. A Bone To Pick 4:44
5. The Bottom Line 4:01
6. Burning Bridges 3:49

## Членове
- Ерик Стюарт – Вокалист и Ритъм китара
- Кестър Уелш – Соло китара
- Брус Уиткомб – Бас китара
- Брайън Гарденор – Барабани
- Джена Мализиа – Вокали